# Embuscade de Tongo Tongo
Ne doit pas être confondu avec Combat de Tongo-Tongo.
Guerre du Sahel
Batailles
- Tlemss
- 1re Tilwa
- Tabankort
- Ouraren
- Adrar Bouss
- Agadez et Arlit
- Tchibarakaten
- Mangaïzé
- Tazalit
- 1re Bani Bangou
- 2e Tilwa
- Wanzarbé
- Abala
- Midal
- 1re Tongo Tongo
- 1re Ayorou
- 2e Tongo-Tongo
- Baley Beri
- 1re Inates
- 2e Inates
- Sanam
- Chinégodar
- 2e Ayorou
- 2e Bani Bangou
- Taroun
- Torodi
- Adabda
- Intagamey
- Koutougou
- Tabatol
- Takanamat
- Teguey
- Chatoumane
- Eknewane
- 3e Bani Bangou

L'embuscade de Tongo Tongo a lieu le 4 octobre 2017 pendant la guerre du Sahel. Elle est menée par un groupe de djihadistes de l'État islamique dans le Grand Sahara contre une patrouille de militaires nigériens et américains.

## Prélude

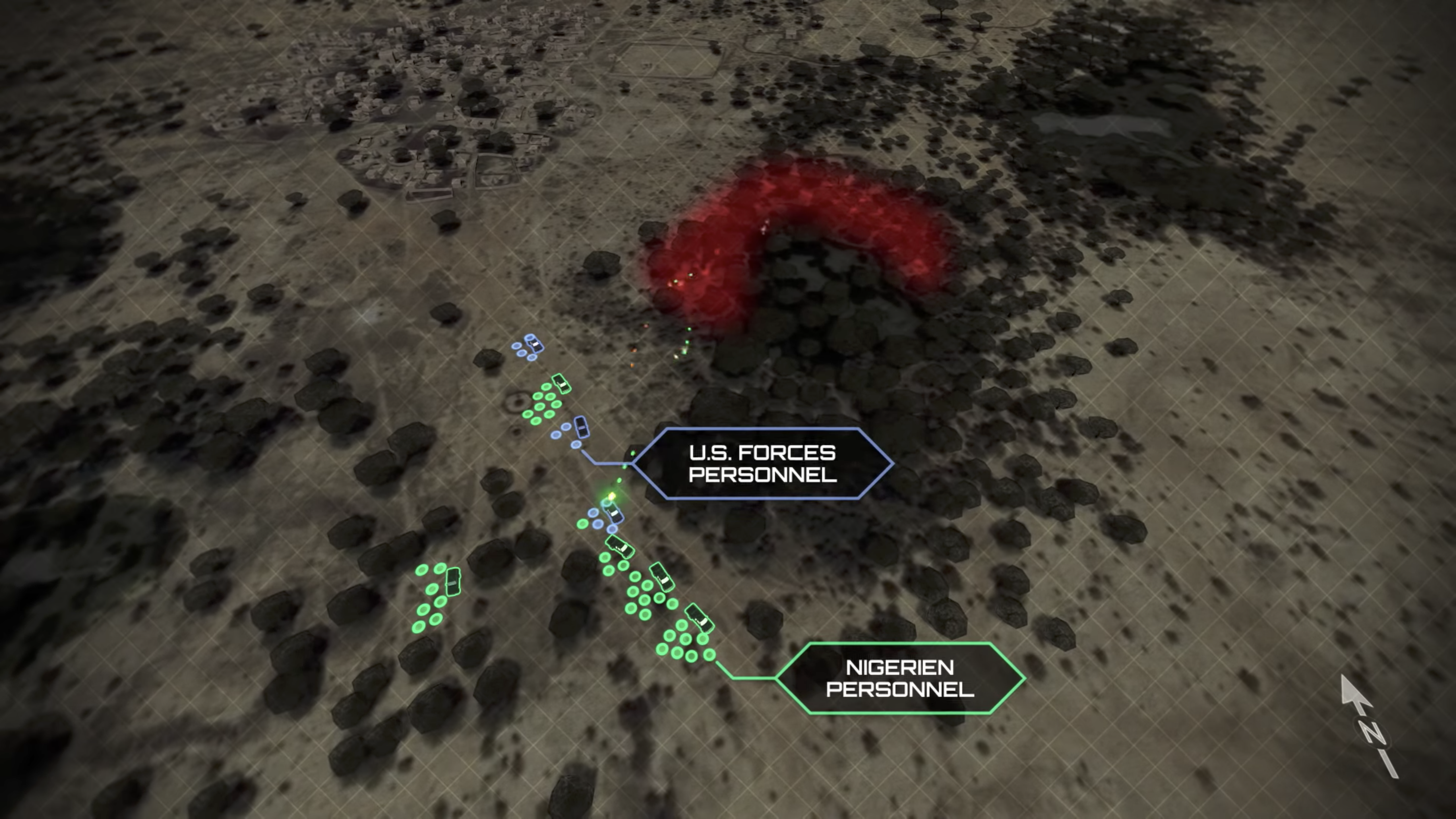
Position des combattants au début de l'embuscade. Les Américains sont représentés par des points bleus, les Nigériens par des points verts et la zone rouge est celle d'où sont partis les tirs initiaux des djihadistes.

Le 3 octobre 2017, un groupe de 30 militaires nigériens du bataillon Sécurité et Renseignement (BSR) et 11 Américains de l'Operational Detachment-Alpha Team 3212 des Special Forces commandés par le capitaine Michael Perozeni quitte la base de Ouallam à bord de huit véhicules type 4 × 4 non blindés et se met en route vers le nord de la région de Tillabéri, à la recherche de renseignements sur un lieutenant d'Adnane Abou Walid al-Sahraoui, le chef de l'État islamique dans le Grand Sahara,,,,,,. Selon la version officielle des États-Unis, cette troupe était chargée de mener une patrouille de reconnaissance ; mais selon ABC News et Le Monde, en cours de route cette patrouille s'est transformée en une mission de combat : l'objectif étant de capturer « mort ou vif » le chef djihadiste Ibrahim Ousmane, dit Doundou Chefou,,,. D'après ABC, la CIA est également impliquée dans l'opération.
La patrouille passe la nuit à Tilwa, à vingt kilomètres de la frontière avec le Mali. Mais le lendemain matin, alors qu'elle s'apprêtait à regagner Ouallam, elle aurait été alertée de la présence du chef djihadiste Doundou Chefou, dans une zone plus à l'ouest. Les militaires nigériens et américains se rendent alors au village de Tongo Tongo, situé à 90 kilomètres au nord de Ouallam et dont la population est majoritairement issue du peuple des Zarmas. Ils traversent le village une première fois et entrent brièvement au Mali où ils détruisent un campement et des motos suspectes. Ils regagnent ensuite Tongo Tongo et y restent deux heures. Ils rencontrent le chef de village et des habitants qui seront par la suite suspectés d'avoir retenu les soldats pour laisser le temps aux djihadistes de préparer l'embuscade,,,,.

## Déroulement
Venus du Mali avec plusieurs dizaines de véhicules et de motos, environ cinquante à cent combattants prennent position,,,,. Selon RFI, ils sont commandés par Mohamed Ag Almouner, dit « Tinka ». Les combats s'engagent aux alentours de midi. L'attaque est menée en deux temps : une première embuscade est menée afin d'attirer les soldats nigériens et américains dans un second guet-apens près de la localité d'Akabar,,,. Selon Le Monde « Les assaillants sont embusqués dans un bois dense d’acacias et d’eucalyptus, la végétation était généreuse dans cette zone alimentée par des affluents du Niger ». Les djihadistes ouvrent le feu avec des mitrailleuses et tirent des obus de mortiers ; les soldats nigériens et américains répliquent. Selon RFI : « Le combat, dit-on, a été d’une rare violence ». Les militaires, surpris, ne portent pas leurs gilets pare-balles au début de l'embuscade et doivent stopper leurs véhicules pour les vêtir. Un des véhicules est isolé des autres et est entouré par les djihadistes.
Vers 13 heures, soit une heure après le début des combats, les militaires américains et nigériens lancent un appel pour demander des renforts,. Trente minutes plus tard, deux avions Mirage 2000 de l'armée française sont envoyés dans la zone des combats ; ils y arrivent après trente autres minutes, soit une heure après l'appel, mais ne peuvent intervenir, les forces au sol étant trop imbriquées,,,. Les avions font alors une démonstration de force, des passages à basse altitude pour impressionner l'ennemi, ce qui suffit pour faire décrocher les djihadistes,,. Deux hélicoptères Tigre suivent une heure et demie après, suivis par deux hélicoptères Puma transportant des soldats français et américains qui se chargent d'extraire vers Niamey les blessés nigériens et américains, ainsi que les soldats nigériens morts,,,. Les corps des soldats américains sont quant à eux emportés par Berry Aviation (en), un sous-traitant de l’armée américaine. Des opérations de ratissage sont ensuite organisées pendant la nuit.

## Pertes
L'armée nigérienne déplore quatre morts et huit blessés selon un communiqué du ministère nigérien de la Défense, publié le lendemain de l'attaque. Le bilan est ensuite rehaussé à cinq morts,,. Les corps des quatre militaires tués sont enterrés le 7 octobre à Niamey. Quatre véhicules sont également capturés.
Trois militaires américains ont trouvé la mort et deux ont été blessés selon un bilan donné par des sources militaires de RFI et de l'AFP, et ensuite confirmé par le Commandement des États-Unis pour l'Afrique,,. Mais le 5 octobre, le corps d'un autre militaire américain est retrouvé, faisant passer le bilan à quatre tués,,,. Selon l'armée américaine, ce dernier est découvert par des militaires nigériens, mais pour ABC News il est en réalité restitué par des villageois à des soldats américains,. Les deux blessés américains sont transférés à l'hôpital militaire de Landstuhl, en Allemagne. Les forces françaises ne déplorent pour leur part aucune perte. 
RFI indique également que « selon certaines sources, les terroristes auraient perdu plusieurs hommes ». ABC News indique que selon un haut responsable des renseignements américains, 21 djihadistes au moins ont été tués lors des combats. Après les combats, les soldats américains estimèrent avoir tué 20 à 25 de leurs adversaires. Le général Joseph Dunford, chef d'État-Major des armées des États-Unis, déclare cependant le 23 octobre que les pertes des assaillants sont inconnues.

## Conséquences

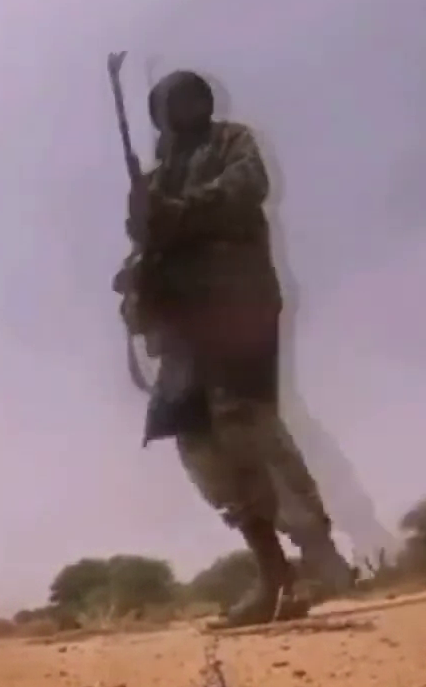
Un combattant de l'EIGS pendant le combat, filmé par la caméra fixée sur le casque d'un des soldats américains tués.

L'embuscade révèle au grand public la présence des forces spéciales américaines au Sahel, pourtant connue depuis le début des années 2000,. En octobre 2015, le Niger et les États-Unis avaient signé un accord militaire engageant les deux pays « à travailler ensemble sur la lutte contre le terrorisme ». Les Américains s'étaient également engagés à « former les militaires nigériens dans la lutte contre le terrorisme ». En 2017, 6 000 soldats américains sont présents au Afrique, dont 800 au Niger déployés à Niamey — où se trouve une base de drones — et à Agadez,,.
Selon Célian Macé, journaliste pour Libération : « C’est la première fois depuis le désastre de la bataille de Mogadiscio, en 1993, que plusieurs militaires américains sont tués au combat sur le sol africain. Et dans un pays où la majorité des citoyens des Etats-Unis ignoraient que leur armée y était engagée ».
Dans les jours qui suivent, l'attaque n'est pas revendiquée, mais le groupe djihadiste actif dans la région, l'État islamique dans le Grand Sahara, dirigé par Adnane Abou Walid al-Sahraoui, est le principal suspect,,,,. Selon l'enquête menée par des services de sécurité sous-régionaux, des hommes de Boko Haram — l'État islamique en Afrique de l'Ouest — auraient également pris part à l'attaque ; selon une source nigérienne du journal Le Monde, une cinquantaine de djihadistes venus du Nigeria auraient gagné isolément, en empruntant des transports en commun, l'ouest du Niger et le Mali. L'État islamique dans le Grand Sahara revendique l'attaque de Tongo Tongo le 12 janvier 2018.
Quelques jours après l'attaque, le chef du village de Tongo Tongo est arrêté ; il est accusé de complicité avec les djihadistes pour avoir retardé de quelques minutes une réunion entre des chefs locaux et une partie des soldats américains, ce qui aurait permis aux assaillants d'arriver sur place et aurait favorisé leur embuscade
Une polémique a également lieu aux États-Unis, après un appel téléphonique du président Donald Trump à Myeshia Johnson, la veuve de La David Johnson, un des soldats tués dans l'embuscade. Celle-ci rapporte : « Le président a dit que [La David Johnson] savait ce pour quoi il s’était engagé, mais ça fait mal. Ça m’a fait pleurer. J’étais en colère à cause du ton de sa voix et de la manière dont il l’a dit. [...] Il ne se souvenait pas du nom de mon mari. La seule raison pour laquelle il s’en est souvenu, c’est parce qu’il m’a dit qu’il avait son dossier sous les yeux, et c’est là qu’il a prononcé le nom “La David”. Je l’ai entendu bafouiller en essayant de se souvenir du nom de mon mari, et c’est ce qui m’a fait le plus mal, parce que si mon mari est là-bas à se battre pour notre pays, s’il a risqué sa vie, pourquoi ne pouvez-vous pas vous souvenir de son nom ? ».

## Suites
En février et mars 2018, l'État islamique dans le Grand Sahara diffuse une vidéo de l'embuscade,. Celle-ci comprend des images filmées par les djihadistes, mais aussi des séquences tirées des caméras fixées sur les casques des soldats américains tués. Il ne s'agit cependant pas d'une production officielle de l'État islamique. Pour le chercheur Romain Caillet : « Globalement, ce n’est pas une production de grosse qualité. On peut aussi penser que la diffusion a été décidée au dernier moment, puisqu'elle intervient au lendemain des attentats du Burkina Faso. C’est clairement une volonté de faire de l’ombre médiatiquement au GSIM. [...] Maintenant, l'État islamique peut s’enorgueillir d’avoir frappé des Américains dans cette région, ce qui du point de vue international est encore plus valorisant que de frapper les Français. Et puis la vidéo a été l’occasion de montrer qu’il y a eu depuis de nouvelles allégeances dans cette région à l'État islamique ». Le Pentagone dénonce quant à lui le 5 mars la « perversion » de l'État islamique.

## Enquête
Le Pentagone rend son enquête le 10 mai 2018. Le rapport reconnait plusieurs erreurs, un manque de préparation et d'entraînement, ainsi que des prises de risque excessives de la part du sous-commandement américain,. Il critique également la faiblesse du renseignement américain qui estimait peu probable la possibilité d'une présence djihadiste dans la zone de Tongo Tongo. Un gradé impliqué dans l'embuscade est également accusé d'avoir falsifié des documents officiels pour que la mission soit validée par ses supérieurs en copiant-collant un ordre de mission précédent. L'unité, qui devait initialement simplement rencontrer des anciens, aurait été redirigée juste avant le départ dans une opération de traque de Dondou Chefou. Ni le quartier général de l'AFRICOM, ni le commandement de la composante forces spéciales en Allemagne, ni les officiers supérieurs au Tchad n'auraient été informés du changement de mission. Selon le rapport, le chef de patrouille a « défini de manière inexacte » la nature de la mission pour qu'elle soit approuvée au niveau local, alors qu’elle aurait dû recevoir l'autorisation du chef de bataillon, basé au Tchad. Le rapport indique également que l'intervention des avions français a « sûrement sauvé la vie des membres survivants ».

### Témoignages
- « Niger : des habitants de Tongo Tongo racontent l’attaque meurtrière contre les soldats américains et nigériens », sur Sahelien.com, 10 novembre 2017

- Abdoul-Razak Idrissa, « Exclusif VOA : nouveau témoignage sur l'attaque de Tongo Tongo au Niger », VOA, 2 novembre 2017.

### Vidéographie
- (en) Rukmini Callimachi, Helene Cooper, Eric Schmitt, Alan Blinder and Thomas Gibbons-Neff, « ‘An Endless War’: Why 4 U.S. Soldiers Died in a Remote African Desert » [vidéo], The New York Times, 20 février 2018.
- (en) « New video reveals details of deadly Niger ambush » [vidéo], CNN, 17 mai 2018.
- Joseph Trevithick, « DOD Briefing on the Ambush in Niger in October 2017 » [vidéo], sur youtube, 17 mai 2018.

### Rapports
- « L’embuscade de Tongo Tongo (Niger) vue côté français », Mars Attaque, 14 juin 2019.